# 아유카와정
아유카와정(鮎川町)은 1955년까지 미야기현 오시카군의 남동부에 있던 정이다. 현재의 이시노마키시에 해당한다.

## 역사
- 1889년 4월 1일 - 정촌제 시행에 수반해 4촌이 합병해 아유카와촌이 성립하였다.
- 1906년 - 동양어업주식회사의 사업장이 역내에 건설되면서 인구가 급증하기 시작한다.
- 1940년 12월 1일 - 정으로 승격해, 아유카와정이 되었다.
- 1955년 3월 26일 - 오하라촌과 합병해, 오사카정이 되었다.

## 참고문헌
- 『宮城県町村合併誌』（宮城県地方課、1958）
- 加藤幸治 『津波とクジラとペンギンと』 社会評論社、2021年1月20日、20-21頁。